# Abbensen (Edemissen)

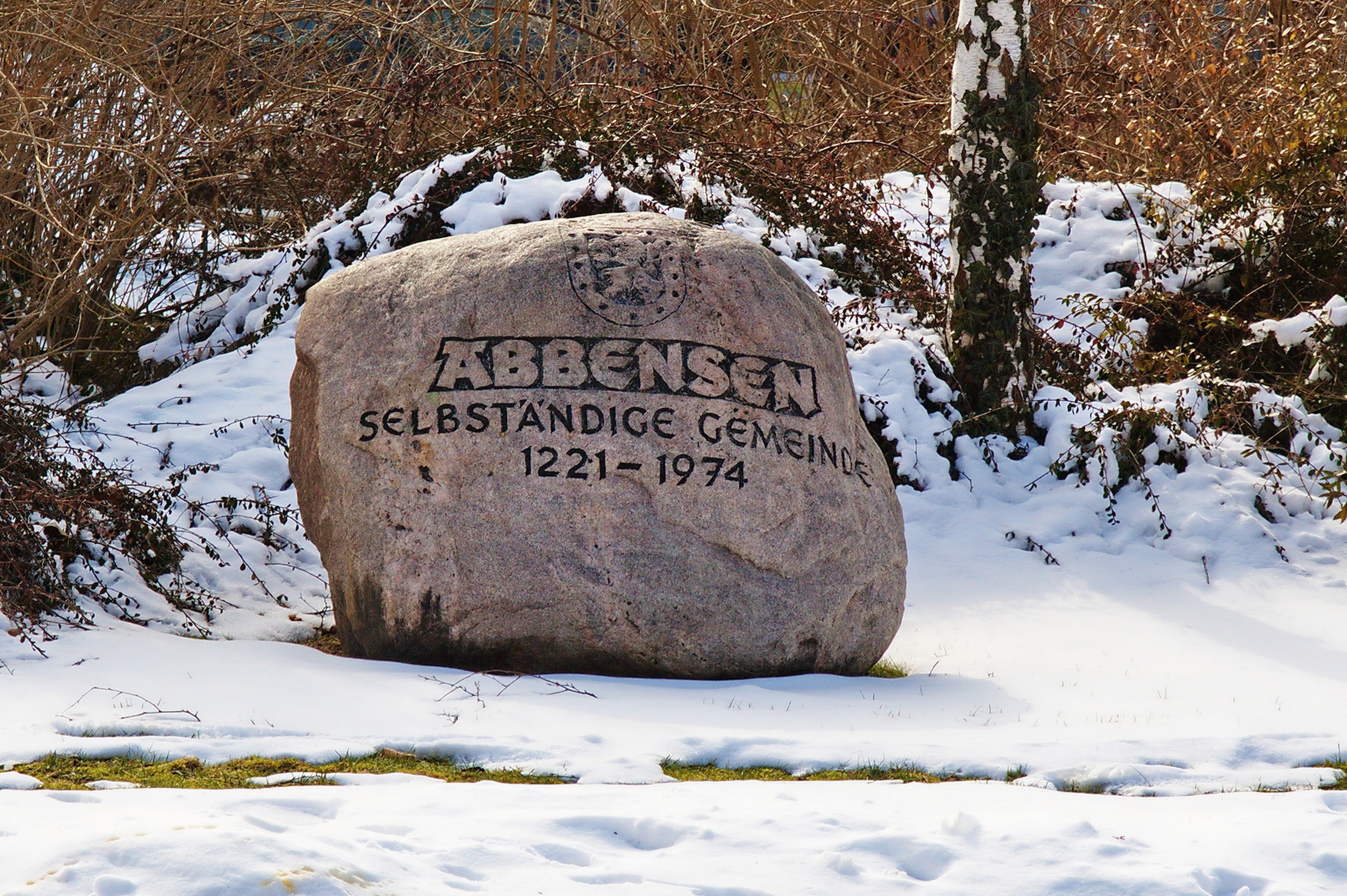
Gedenkstein der ehemaligen Gemeinde

Abbensen ist eine Ortschaft in der Gemeinde Edemissen im Landkreis Peine in Niedersachsen.

## Geographie
Der Ort Abbensen liegt nördlich der Kreisstadt Peine zwischen den beiden Oberzentren Hannover und Braunschweig am Rande der Südheide.

## Geschichte
Der Ort Abbensen wurde erstmals urkundlich im Jahre 1221 erwähnt. Das Rittergut Abbensen findet 1279 erstmals Erwähnung als Abbenser Burg. Westlich von Abbensen liegen in der Niederung der Fuhse die Reste der abgegangenen Burg Abbensen, die erst im Jahre 2007 entdeckt wurde. Ob sie mit der 1279 urkundlich erwähnten Burg identisch ist, ist nicht nachgewiesen. Der Herzog von Braunschweig und Lüneburg gab im Jahr 1383 das Lehnsrecht über das ganze Dorf Abbensen dem Ritter Burchard von Saldern. Der Kammerpräsident Paul Joachim von Bülow erwarb 1654 mit fürstlicher Genehmigung das Rittergut für 1000 Taler bares Geld. General Cuno Josua von Bülow, später Erbherr auf Abbensen, vertrieb im Jahr 1700 Truppen einer sächsisch-dänischen Invasion aus dem Ort. Er wurde 1727 von Georg II., König von Großbritannien und Kurfürst von Braunschweig-Lüneburg (Hannover), zum Generalfeldmarschall ernannt.

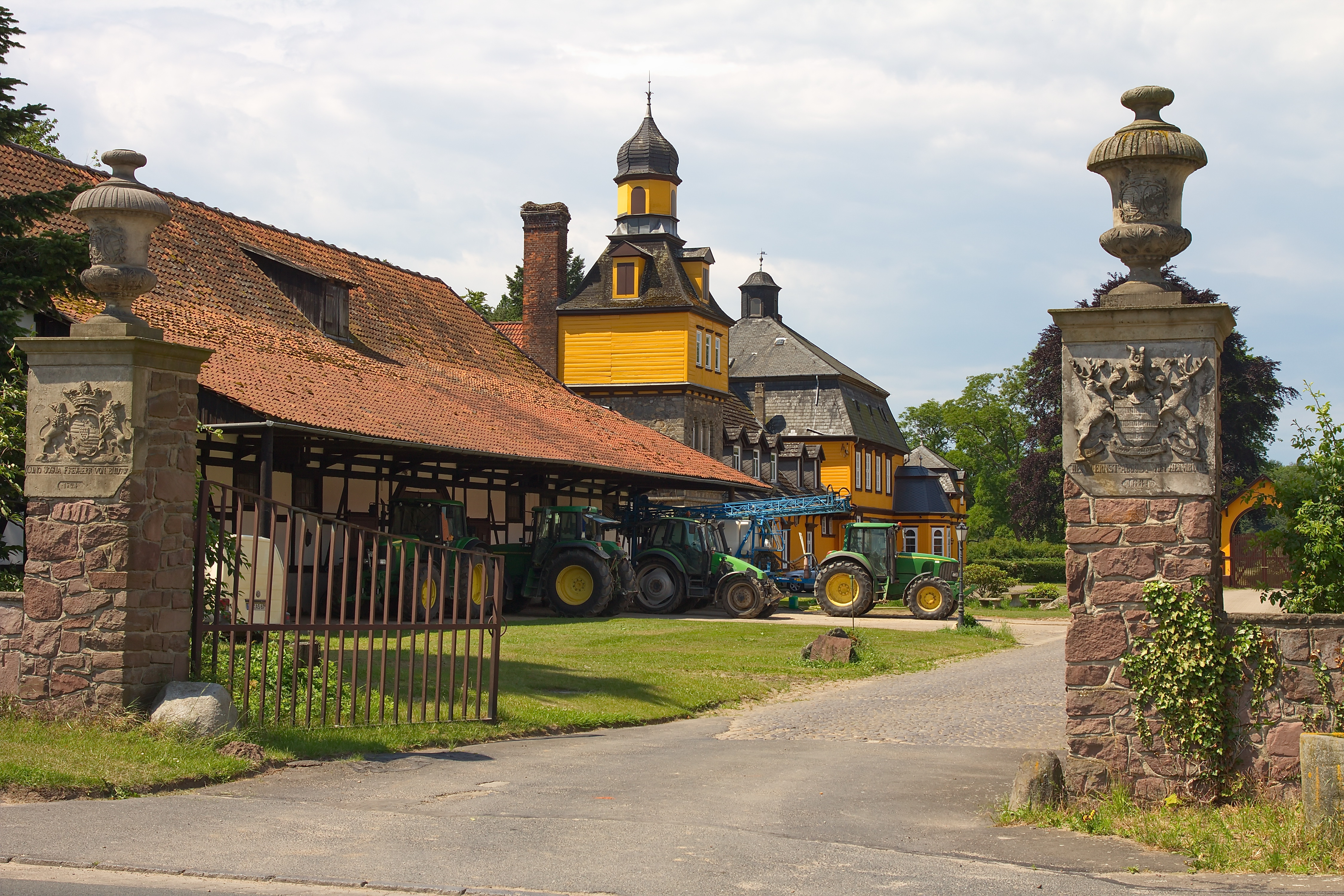
Rittergut Abbensen

Das Rittergut wurde 1870 von Heino von Heimburg als Pächter übernommen, der später für seine Bemühungen um die Beendigung des Gutskonkurses eine Hälfte des Gutes geschenkt bekam und die andere Hälfte hinzukaufte. Der Amtsrat Heinrich von Schwartz kaufte 1890 das Rittergut für seinen Sohn Karl. Die Familie von Schwartz bewirtschaftet das Gut bis heute als landwirtschaftlichen Betrieb.
Von 1532 bis 1885 gehörte der Ort Abbensen zur Gografschaft Edemissen im Amt Meinersen. Danach kam er bis heute zum Landkreis Peine.
Im Zuge der Gebietsreform in Niedersachsen kam es am 1. März 1974 zur Bildung der Einheitsgemeinde Edemissen aus den Ortschaften der Samtgemeinde Edemissen und weiteren acht selbständigen Gemeinden.

### Einwohnerentwicklung
| Jahr               | Einwohner |
| ------------------ | --------- |
| 1821               | 533       |
| 1848               | 606       |
| 1. Dezember 1871 ¹ | 729       |
| 1. Dezember 1885 ¹ | 765       |
| 1. Dezember 1905 ¹ | 832       |
| 16. Juni 1925 ¹    | 1077      |
| 16. Juni 1933 ¹    | 1168      |
| 17. Mai 1939 ¹     | 1120      |
| 31. Dezember 1945  | -         |
| 29. Oktober 1946 ¹ | 2131      |

| Jahr                 | Einwohner |
| -------------------- | --------- |
| 13. September 1950 ¹ | 2130      |
| 6. Juni 1961 ¹       | 1734      |
| 1. März 1964         | 1616      |
| 27. Mai 1970 ¹       | 1702      |
| 30. März 2012        | 2175      |
| 20. März 2013        | 2139      |
| 1. Juli 2015         | 2174      |
| 12. September 2018   | 2289      |

¹ Volkszählungsergebnis

## Religion
Die protestantische Glaubensrichtung festigte sich schon im frühen 16. Jahrhundert. Als Kapellengemeinde gehörte Abbensen bis 1894 zum Kirchspiel der Martin-Luther-Kirchengemeinde Edemissen und ist seitdem eine Kirchengemeinde. Als sichtbaren Ausdruck dieser Neuerung errichtete die Kirchengemeinde im Jahre 1906 einen Kirchturm an der ehemaligen Kapelle.

## Politik

### Ortsrat
Der Ortsrat, der Abbensen vertritt, setzt sich aus neun Mitgliedern zusammen. Die Ratsmitglieder werden durch eine Kommunalwahl für jeweils fünf Jahre gewählt.
Bei der Kommunalwahl 2021 ergab sich folgende Sitzverteilung:
| Ortsrat 2021Insgesamt 9 Sitze - SPD: 4 - Grüne: 1 - CDU: 4 |

### Ortsbürgermeisterin
Ortsbürgermeisterin ist seit November 2021 Martina Lahmann (parteilos).

### Wappen
Das Wappen enthält inmitten eines blauen Bordes mit vierzehn goldenen Kugeln in Gold einen blauen Löwen, der eine rote Rose mit grünen Butzen und goldenen Kelchblättern in den Pranken hält. Der Löwe ist der welfische (lüneburgische) und erinnert an die lange Zugehörigkeit Abbensens zu den welfischen Landen. Die Rose ist die der Herren von Saldern, die von 1383 bis 1607 Güter in Abbensen besaßen. Die vierzehn Kugeln auf blau entstammen dem Wappen der Bülows.

## Kultur und Sehenswürdigkeiten
- Das Rittergut Abbensen prägt mit seiner Anlage am Rand des Dorfes das Ortsbild und bietet seine historischen Scheunen für Veranstaltungen z. B. für Hochzeiten etc. an.

Im Jahr 2019 findet im Park des Ritterguts das siebente Festival der Veranstaltungsreihe „Jazz im Park“ statt, eine jährlich in einem anderen Park im Raum Braunschweig stattfindende Veranstaltung der Braunschweigischen Landschaft und der Stiftung Braunschweigischer Kulturbesitz.
- Die heutige Kirche in Abbensen löste die alte Kapelle aus dem Jahre 1362 ab, die 1831 wegen Baufälligkeit abgerissen wurde. Im Jahre 1835 weihten die Abbenser ihre neuerbaute Kapelle ein. Der Entwurf stammte von dem hannoverschen Konsistorialbaumeister Friedrich August Ludwig Hellner.

Neben den üblichen Ortsereignissen wie Osterfeuer, Aufstellen des Maibaumes, Schützenfest und Weihnachtsmarkt etc. bot Abbensen einige Jahre mit dem „Entenrennen“ auf der Fuhse ein besonderes Ereignis, das über die Ortsgrenzen hinaus bekannt geworden war.

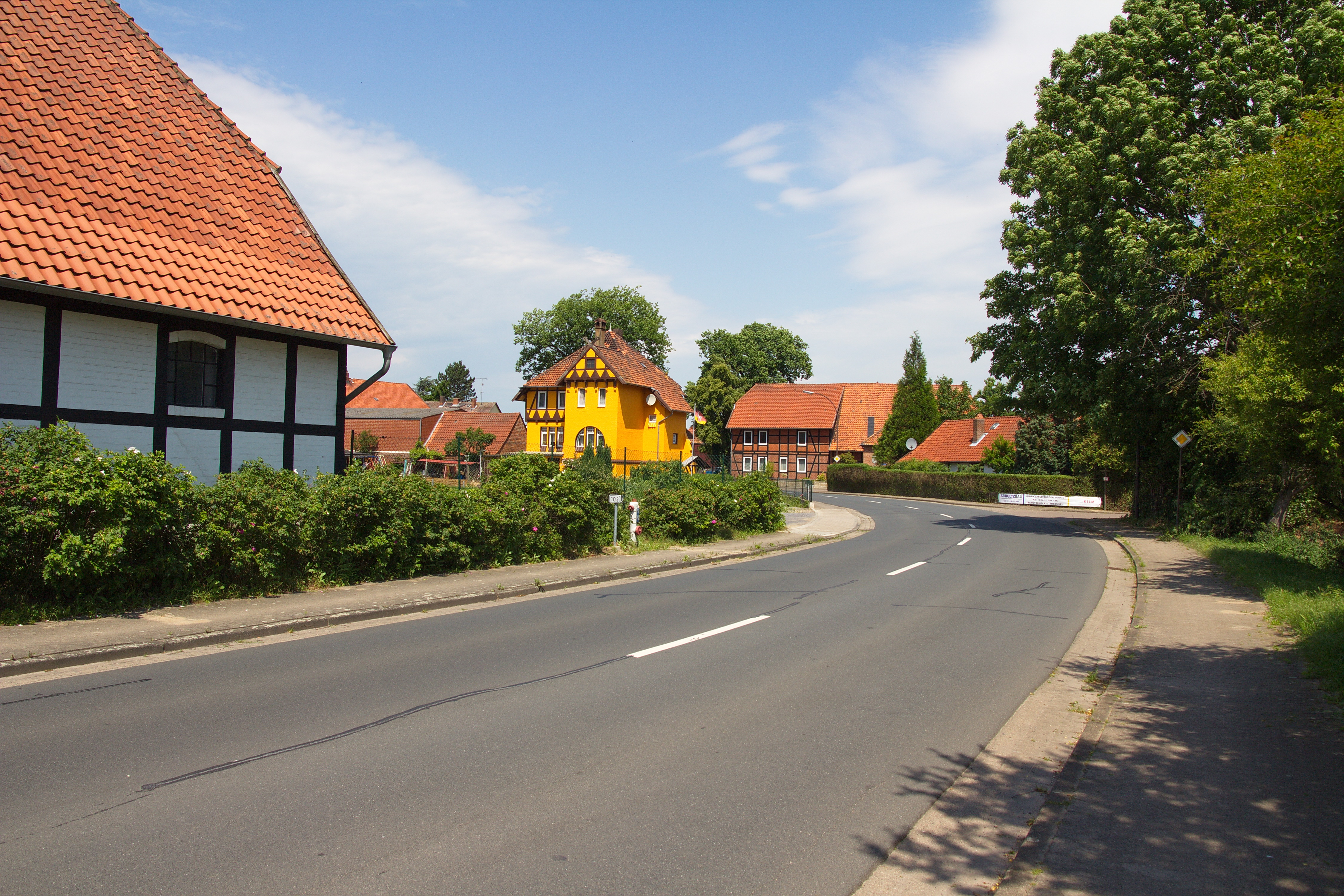
Ortsblick
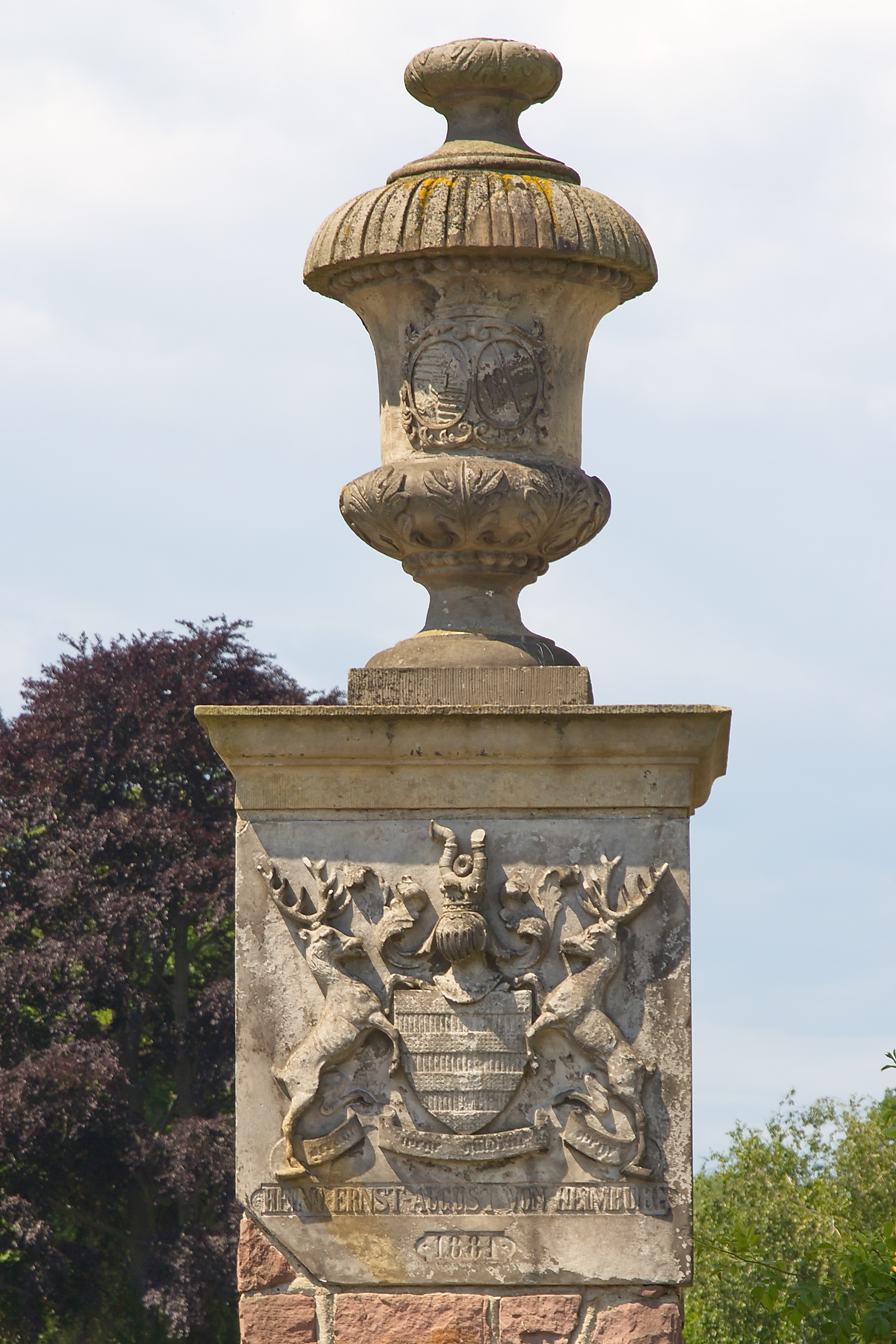
Torpfeilers des Ritterguts (mit Wappen v. Heimburg)
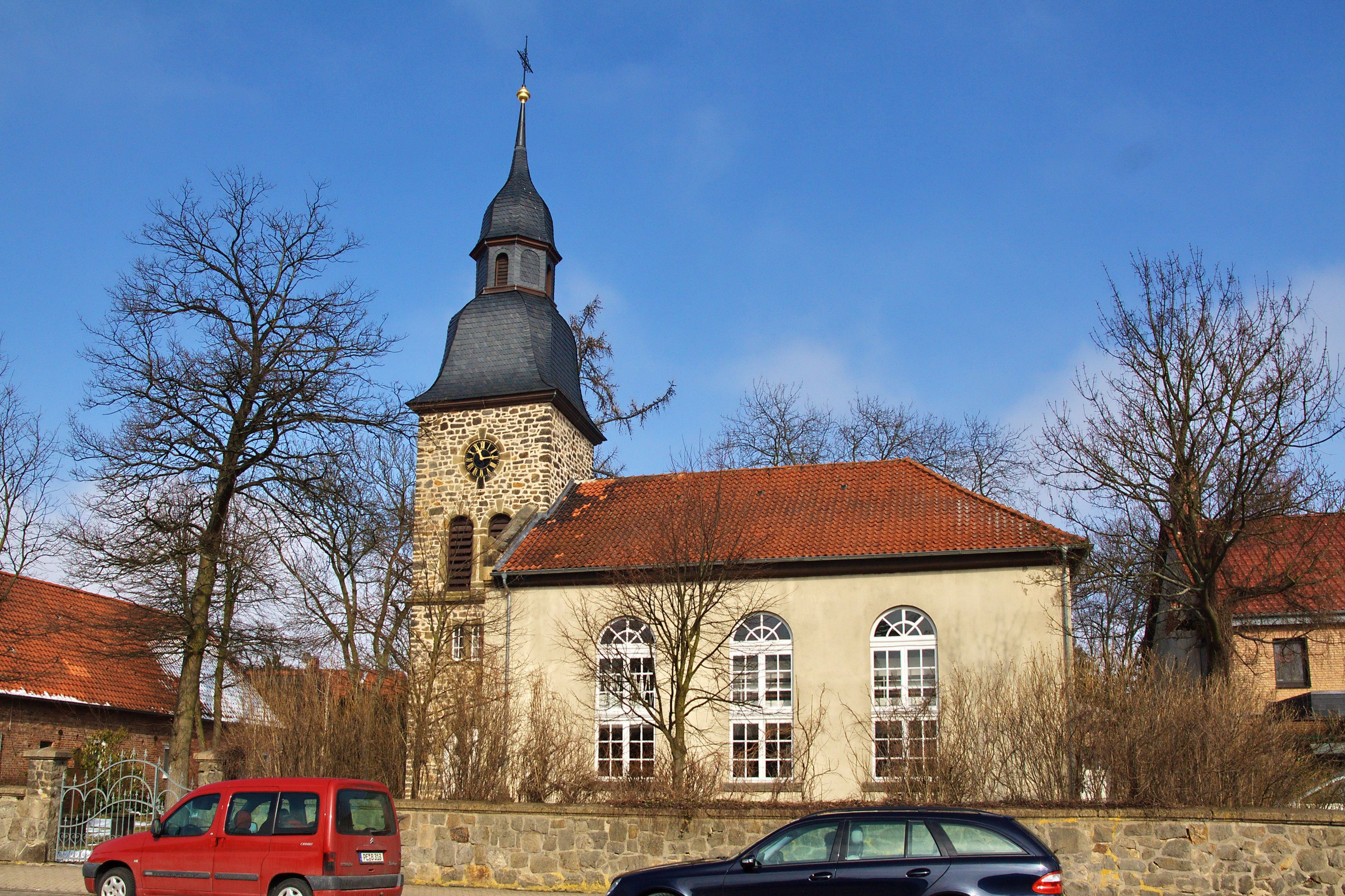
Kirche von 1835

## Wirtschaft und Infrastruktur
Die Nahversorgung im Ort wird durch einen Supermarkt, eine Bäckerei und einen Kiosk gesichert.
Eine Praxis für Allgemeinmedizin, eine zahnärztliche Praxis, eine krankengymnastische Praxis sowie eine Apotheke bilden die medizinische Versorgung im Ort. Eine Tierarztpraxis, die Postagentur und weitere Einzelhandelsgeschäfte sind im Dorf ebenso vorhanden.

### Bildung
Abbensen verfügt über einen Kindergarten, eine Kindertagesstätte und eine verlässliche Grundschule. Des Weiteren sind heute im Zentralort Edemissen Grundschule (in zwei weiteren Ortsteilen auch verlässliche Grundschule), Hauptschule und Realschule vorhanden. In Peine, der Kreisstadt in ca. 8 km Entfernung, sind weiterführende Schulen wie Gymnasium, Gesamtschule und Berufsbildende Schule eingerichtet.

### Verkehr
Die Anbindung an den öffentlichen Nahverkehr gewährleisten Busverbindungen nach Edemissen, Peine und Dollbergen. Damit sind die Bahnhöfe in Peine, Dedenhausen, Dollbergen und Hämelerwald auch für Bahnreisende ohne PKW erreichbar. Die Autobahnanschlüsse Peine, Watenbüttel-Braunschweig und Hämelerwald-Lehrte bilden für Berufspendler eine Anbindung über die BAB 2 an Braunschweig, Wolfsburg, Salzgitter und Hannover.

## Persönlichkeiten
In Abbensen geborene Personen und Persönlichkeiten, die durch ihr Leben, ihre Arbeit und ihr Wirken eng mit der Ortschaft verbunden sind:
- Cuno Josua von Bülow (1685–1733), Offizier, kurbraunschweig-lüneburgischer Generalfeldmarschall
- Adolf-Friedrich Kuntzen (1889–1964), Offizier, zuletzt General der Panzertruppe im Zweiten Weltkrieg
- Ernst Schacht (1953–2008), Theologe, evangelisch-lutherischer Bischof